# Liste der Kulturdenkmale in Berlin-Johannisthal

Lage von Johannisthal in Berlin

In der Liste der Kulturdenkmale von Johannisthal sind die Kulturdenkmale des Berliner Ortsteils Johannisthal im Bezirk Treptow-Köpenick aufgeführt.

## Denkmalbereiche (Ensembles)
| Nr.      | Lage                                                                            | Offizielle Bezeichnung                                                                | Bestandteile / Beschreibung                                                          | Bild                                |
| -------- | ------------------------------------------------------------------------------- | ------------------------------------------------------------------------------------- | ------------------------------------------------------------------------------------ | ----------------------------------- |
| 09045233 | Sterndamm 84–88/90 Albineaplatz Heubergerweg 3, 4, 6 Winckelmannstraße 6 (Lage) | Ensemble Sterndamm, Platzumbauung und Platzanlage Baudenkmale siehe: Sterndamm 84, 88 | Weitere Bestandteile des Ensembles:                                                  | Weitere Bestandteile des Ensembles: |
| 09045233 | Sterndamm 84–88/90 Albineaplatz Heubergerweg 3, 4, 6 Winckelmannstraße 6 (Lage) | Ensemble Sterndamm, Platzumbauung und Platzanlage Baudenkmale siehe: Sterndamm 84, 88 | 09045237 – Heubergerweg 1 / Sterndamm 90, Pfarrhaus, 1879 von Robert Buntzel         |                                     |
| 09045233 | Sterndamm 84–88/90 Albineaplatz Heubergerweg 3, 4, 6 Winckelmannstraße 6 (Lage) | Ensemble Sterndamm, Platzumbauung und Platzanlage Baudenkmale siehe: Sterndamm 84, 88 | 09045236 – Heubergerweg 3, Landhaus, 1894                                            |                                     |
| 09045233 | Sterndamm 84–88/90 Albineaplatz Heubergerweg 3, 4, 6 Winckelmannstraße 6 (Lage) | Ensemble Sterndamm, Platzumbauung und Platzanlage Baudenkmale siehe: Sterndamm 84, 88 | 09045235 – Heubergerweg 6, Mietshaus, 1884 von Robert Buntzel                        |                                     |
| 09045233 | Sterndamm 84–88/90 Albineaplatz Heubergerweg 3, 4, 6 Winckelmannstraße 6 (Lage) | Ensemble Sterndamm, Platzumbauung und Platzanlage Baudenkmale siehe: Sterndamm 84, 88 | 09045238 – Sterndamm (bei Nr. 84), Bedürfnisanstalt, um 1925                         |                                     |
| 09045233 | Sterndamm 84–88/90 Albineaplatz Heubergerweg 3, 4, 6 Winckelmannstraße 6 (Lage) | Ensemble Sterndamm, Platzumbauung und Platzanlage Baudenkmale siehe: Sterndamm 84, 88 | 09045239 – Sterndamm 86A–D, Mietshaus, 1892                                          |                                     |
| 09045233 | Sterndamm 84–88/90 Albineaplatz Heubergerweg 3, 4, 6 Winckelmannstraße 6 (Lage) | Ensemble Sterndamm, Platzumbauung und Platzanlage Baudenkmale siehe: Sterndamm 84, 88 | 09045240 – Winckelmannstraße 6 / Sterndamm 85, 87, Wohnhaus, 1879 von Robert Buntzel |                                     |

## Denkmalbereiche (Gesamtanlagen)
| Nr.      | Lage | Offizielle Bezeichnung                              | Bestandteile / Beschreibung                                                                            | Bild |
| -------- | --- | --------------------------------------------------- | --- | ---- |
| 09045232 | Breiter Weg 3–35 Am Alten Fenn 13–25 Eibenweg 22–68 Oststraße 1–22, 53–75 Weststraße 1–4, 11–14, 60–88 (Lage) | Kleinhaussiedlung Johannisthal                      | 4 Reihenhauszeilen entlang der Oststraße (Kolonialbeamtensiedlung), 1919–1920 von Bruno Ahrends        |      |
| 09045232 | Breiter Weg 3–35 Am Alten Fenn 13–25 Eibenweg 22–68 Oststraße 1–22, 53–75 Weststraße 1–4, 11–14, 60–88 (Lage) | Kleinhaussiedlung Johannisthal                      | 4 Reihenhauszeilen entlang des Breiten Wegs, 1924–1925 von Bruno Taut mit Platzanlage                  |      |
| 09045232 | Breiter Weg 3–35 Am Alten Fenn 13–25 Eibenweg 22–68 Oststraße 1–22, 53–75 Weststraße 1–4, 11–14, 60–88 (Lage) | Kleinhaussiedlung Johannisthal                      | 4 Reihenhauszeilen entlang der Weststraße, 1924–1925 von Ernst Engelmann und Emil Fangmeyer, 1925–1927 |      |
| 09045232 | Breiter Weg 3–35 Am Alten Fenn 13–25 Eibenweg 22–68 Oststraße 1–22, 53–75 Weststraße 1–4, 11–14, 60–88 (Lage) | Kleinhaussiedlung Johannisthal                      | 4 Reihenhauszeilen entlang des Eibenwegs und Alten Fenn                                                |      |
| 09045254 | Mühlbergstraße 16/22 Heinrich-Mirbach-Straße 1–5 Johannes-Werner-Straße 4–7 Vereinsstraße 19/23, 27/31 (Lage) | Siedlung Johannisthal                               | 2 Wohnblöcke, 1910–1911 von Paul Mebes                                                                 |      |
| 09045243 | Segelfliegerdamm 1/45 (Lage)                                                                                  | Flugzeugfabrik der Luftverkehrsgesellschaft         | Verwaltungsgebäude mit Produktionshalle (Gebäude 7, 7A), 1912–1916, um 1921                            |      |
| 09045243 | Segelfliegerdamm 1/45 (Lage)                                                                                  | Flugzeugfabrik der Luftverkehrsgesellschaft         | Fabrikhalle (Gebäude 6)                                                                                |      |
| 09045243 | Segelfliegerdamm 1/45 (Lage)                                                                                  | Flugzeugfabrik der Luftverkehrsgesellschaft         | Wohlfahrtsgebäude und Schmiede (Gebäude 5)                                                             |      |
| 09045243 | Segelfliegerdamm 1/45 (Lage)                                                                                  | Flugzeugfabrik der Luftverkehrsgesellschaft         | Versuchshalle (Gebäude 52)                                                                             |      |
| 09045243 | Segelfliegerdamm 1/45 (Lage)                                                                                  | Flugzeugfabrik der Luftverkehrsgesellschaft         | Feuerwehr                                                                                              |      |
| 09045243 | Segelfliegerdamm 1/45 (Lage)                                                                                  | Flugzeugfabrik der Luftverkehrsgesellschaft         | Pförtnerhäuschen mit Einfriedung                                                                       |      |
| 09045243 | Segelfliegerdamm 1/45 (Lage)                                                                                  | Flugzeugfabrik der Luftverkehrsgesellschaft         | Fabrikhallen (Gebäude 1–4)                                                                             |      |
| 09045231 | Südostallee 106–124, 128–148 (Lage)                                                                           | Kinderheim in der Königsheide, Kinderheim Makarenko | Schulgebäude, 1952–1953 vom VEB Baubetreuung Berlin                                                    |      |
| 09045231 | Südostallee 106–124, 128–148 (Lage)                                                                           | Kinderheim in der Königsheide, Kinderheim Makarenko | 6 Wohnhäuser                                                                                           |      |
| 09045231 | Südostallee 106–124, 128–148 (Lage)                                                                           | Kinderheim in der Königsheide, Kinderheim Makarenko | Heizhaus                                                                                               |      |
| 09045231 | Südostallee 106–124, 128–148 (Lage)                                                                           | Kinderheim in der Königsheide, Kinderheim Makarenko | 2 Pförtnerhäuschen                                                                                     |      |
| 09045260 | Waldstraße 25–40 (Lage)                                                                                       | Siedlung Waldstraße I, Doppelhaussiedlung           | 7 Doppelhäuser, 1923–1925 von Hans Soeder und Neunzerling                                              |      |
| 09045260 | Waldstraße 25–40 (Lage)                                                                                       | Siedlung Waldstraße I, Doppelhaussiedlung           | 2 Mehrfamilienhäuser                                                                                   |      |

## Baudenkmale
| Nr.      | Lage                                          | Offizielle Bezeichnung                                        | Bestandteile / Beschreibung                                                                                       | Bild                 |
| -------- | --------------------------------------------- | ------------------------------------------------------------- | --- | -------------------- |
| 09045259 | Engelhardstraße 11/13 (Lage)                  | Erster Versuchsplattenbau der Deutschen Bauakademie           | 1953–1954 vom Entwurfsbüro der Deutschen Bauakademie-Kollektiv Bauer. Unter Mitwirkung von Carl Fieger (Bauhaus). |                      |
| 09045258 | Königsheideweg 275 (Lage)                     | Mietshaus                                                     | 1900–1901 von Oskar Poseck                                                                                        | Rathaus Johannisthal |
| 09020240 | Sterndamm 8, 8A, 10 (Lage)                    | Beamtenwohnhäuser des Bahnhofs Niederschöneweide-Johannisthal | 1901–1902 |                      |
| 09045241 | Sterndamm 84 (Lage)                           | Warmbadeanstalt Bestandteil des Ensembles: Sterndamm          | Wohnhaus, um 1890                                                                                                 | Rathaus Johannisthal |
| 09045234 | Sterndamm 88 Heubergerweg 4 (Lage)            | Villa Bella Vista Bestandteil des Ensembles: Sterndamm        | Kurhaus, 1880–1882 von R. Barkow                                                                                  | Rathaus Johannisthal |
| 09045234 | Sterndamm 88 Heubergerweg 4 (Lage)            | Villa Bella Vista Bestandteil des Ensembles: Sterndamm        | Pferdestall |                      |
| 09045234 | Sterndamm 88 Heubergerweg 4 (Lage)            | Villa Bella Vista Bestandteil des Ensembles: Sterndamm        | Einfriedung |                      |
| 09045253 | Sterndamm 102 Hoevelstraße 3 (Lage)           | Rathaus                                                       | 1905–1906 von Georg Roensch                                                                                       | Rathaus Johannisthal |
| 09045256 | Winckelmannstraße 18 Herweghstraße 1/3 (Lage) | Stallungen                                                    | 1884 | Rathaus Johannisthal |
| 09045255 | Winckelmannstraße 32 (Lage)                   | Gehöft                                                        | Wohnhaus um 1850                                                                                                  |                      |
| 09045255 | Winckelmannstraße 32 (Lage)                   | Gehöft                                                        | Nebengebäude, 1878 von F.R. Thiele                                                                                |                      |